# Mrzygłody Lubyckie
Mrzygłody Lubyckie (do 1996 Mrzygłody) – przysiółek wsi Huta Lubycka w Polsce, położony w województwie lubelskim, w powiecie tomaszowskim, w gminie Lubycza Królewska.
W latach 1975–1998 przysiółek administracyjnie należał do województwa zamojskiego.
Miejscowość graniczy z gminą Horyniec-Zdrój.
Wierni Kościoła rzymskokatolickiego należą do parafii Matki Bożej Różańcowej w Lubyczy Królewskiej.